# Långflon
Långflon är en by i Norra Finnskoga distrikt (Norra Finnskoga socken) i Torsby kommun i norra Värmland. 
Långflon ligger just före riksgränsen mot Norge vid riksväg 62 och Klarälven och är en populär gränshandelsplats. Från Långflon, med utgångspunkt från gränsen till Norge går Fylkesvei 26 till Tolga. I byn finns sju personer över 16 år registrerade den 16 januari 2016 enligt Ratsit. 2014 fanns det fyra personer boende i byn.